# Ceylonosticta hilaris
Ceylonosticta hilaris is een libellensoort uit de familie van de Platystictidae, onderorde juffers (Zygoptera). Oude namen voor dezelfde soort zijn Platysticta hilaris en Drepanosticta hilaris.
De soort staat als Drepanosticta hilaris op de Rode Lijst van de IUCN als kritiek, beoordelingsjaar 2007.
De wetenschappelijke naam van de soort is voor het eerst geldig gepubliceerd in 1860 als Platysticta hilaris door Hagen in Selys.